# 克雷吉班克
克雷吉班克（英語：Craigiebank）是位於蘇格蘭邓迪東部的地方。1918年政府計劃在這裡興建一系列房屋，作為花園郊區，並帶有教堂，學院，商店和體育設施，最終只建成了一座教堂。巴克斯特公園位於克雷吉班克西部，當局斥資500萬鎊整修公園，並在2007年7月在英女王伊丽莎白二世主持下重新啟用。